# Leave Scars
Leave Scars (с англ. — «Оставить шрамы») — третий студийный альбом американской трэш-метал-группы Dark Angel, выпущенный 24 января 1989 года на лейбле Combat Records.

## Список композиций
| №                   | Название                                 | Текст песни          | Музыка                     | Перевод названия         | Длительность |
| ------------------- | ---------------------------------------- | -------------------- | -------------------------- | ------------------------ | ------------ |
| 1.                  | «The Death of Innocence»                 | Хоглан               | Джим Дёркин, Джин Хоглан   | «Смерть невиновных»      | 3:49         |
| 2.                  | «Never to Rise Again»                    | Дёркин, Рон Райнхарт | Дёркин, Хоглан             | «Никогда не воскреснуть» | 3:55         |
| 3.                  | «No One Answers»                         | Хоглан               | Дёркин, Хоглан             | «Никто не ответит»       | 7:50         |
| 4.                  | «Cauterization» (инструментальная)       |                      | Хоглан, Дёркин             | «Прижигание»             | 7:20         |
| 5.                  | «Immigrant Song» (кавер на Led Zeppelin) | Пейдж, Плант         | Джимми Пейдж, Роберт Плант |                          | 1:47         |
| 6.                  | «Older Than Time Itself»                 | Хоглан               | Дёркин, Хоглан             | «Старее, чем само время» | 6:59         |
| 7.                  | «Worms» (инструментальная)               |                      | Дёркин, Хоглан             | «Черви»                  | 2:18         |
| 8.                  | «The Promise of Agony»                   | Хоглан               | Дёркин, Хоглан             | «Обещание агонии»        | 8:25         |
| 9.                  | «Leave Scars»                            | Хоглан               | Хоглан, Дёркин             | «Оставить шрамы»         | 7:40         |
| Общая длительность: | Общая длительность:                      | Общая длительность:  | Общая длительность:        | Общая длительность:      | 50:06        |

## Участники записи
Dark Angel
- Рон Райнхарт — вокал
- Джим Дёркин — гитара, бэк-вокал
- Эрик Мейер — гитара, бэк-вокал
- Майк Гонсалез — бас-гитара, бэк-вокал
- Джин Хоглан — ударные, ритм-гитара, бэк-вокал

Технический персонал
- Майкл Монарх — продюсирование, звукорежиссура
- Пол Шенкер — исполнительный продюсер
- Берни Грандмэн — мастеринг
- Чип Симонс — обложка